# Lend
Lend är en ort och kommun i Österrike. Den ligger i distriktet Zell am See i förbundslandet Salzburg, 270 km väster om huvudstaden Wien. 
Kommunen består av sju orter (Ortschaften) (inom parentes invånarantal 1 januari 2024):

- Berg (198)
- Embach (275)
- Heuberg (130)
- Lend (522)
- Teufenbach (23)
- Urbar (87)
- Winkl (56)